# Runenstein U 943

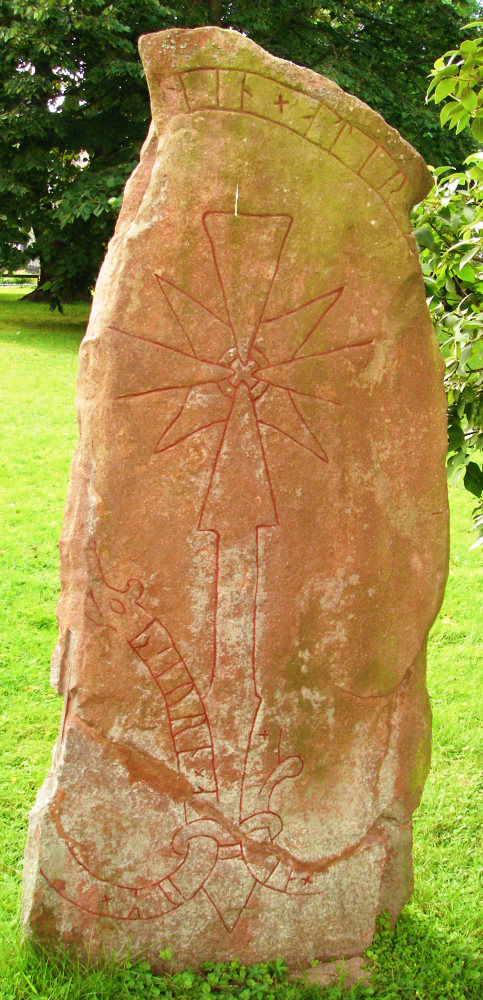
Runenstein U 943

Der im Randbereich stark beschädigte Runenstein U 943 in Uppsala in Uppland in Schweden ist nicht signiert. Man fand ihn bei der Restaurierung des Hauses des Erzbischofs, etwa 100 Meter von seinem heutigen Standort.
Der Runenstein aus rotem Sandstein ist etwa 2,0 m hoch, 0,8 m breit und wird ins 11. Jahrhundert datiert. Die Verzierungen des Steins bestehen aus einem Schlangenbandrest am äußeren Rand der Frontseite. In der Mitte befindet sich ein großes christliches Kreuz. Große Stücke des Runentextes sind auf der linken und rechten Seite des Steins eliminiert. 

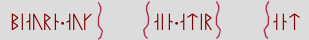
Die Inschrift lautet: Björn und ... den Stein für ... Geist.

Aufgrund der unvollständigen Inschrift bleibt unklar, wer neben Björn den Stein errichtete und wer mit dem Stein geehrt wird.
Der Stein befindet sich zusammen mit weiteren Runensteinen, einem modernen Runenstein sowie der Betonkopie einer bronzezeitlichen Schiffsritzung hinter dem Gustavianum im Universitetsparken (Universitätspark).